# Anasemion inutile
Anasemion inutile är en stekelart som först beskrevs av Compere 1937.  Anasemion inutile ingår i släktet Anasemion och familjen sköldlussteklar. Inga underarter finns listade i Catalogue of Life.